# La Disparition du paysage
La Disparition du paysage est un monologue dramatique de Jean-Philippe Toussaint écrit pour le comédien Denis Podalydès et créé au théâtre en 2021. Le texte a paru le 7 janvier 2021 aux Éditions de Minuit.
Alors que la pièce aurait dû être créée aux Bouffes-du-Nord à Paris en janvier 2021, les restrictions sanitaires imposées par la pandémie de Covid reportent la première en public au 30 mars 2021 lors de trois représentations faites au Théâtre national du Luxembourg à Luxembourg.

## Historique de la pièce

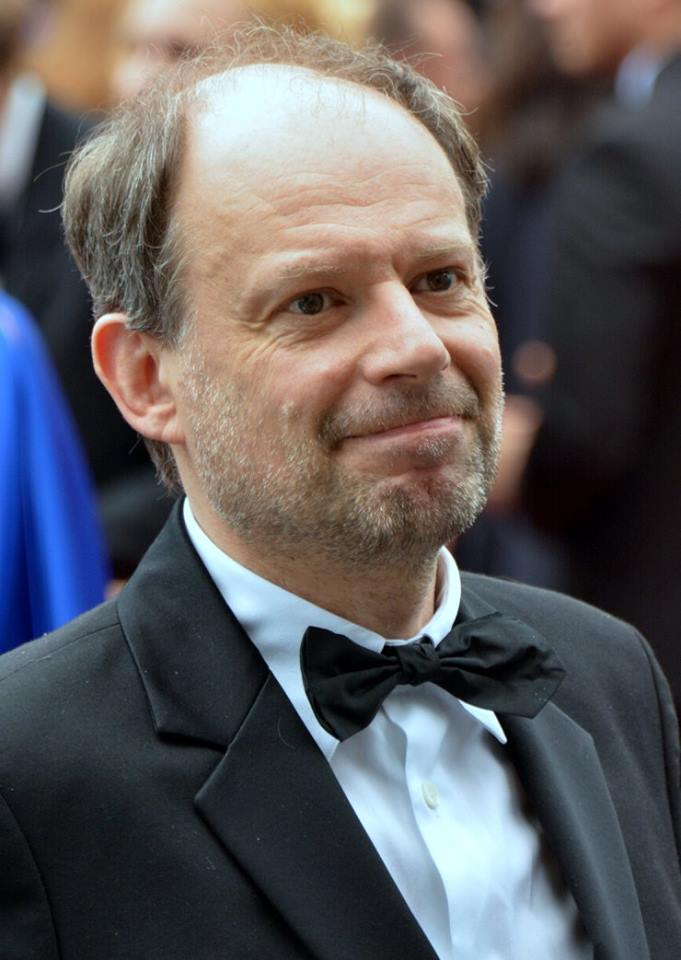
Denis Podalydès.

La Disparition du paysage est un texte écrit par Jean-Philippe Toussaint spécialement pour Denis Podalydès, sans que ce dernier en ait connaissance. À l'issue d'une rencontre en 2017,, l'auteur belge l'offre au sociétaire du Français et lui propose de jouer seul sur scène le long monologue du texte avant sa publication,. Denis Podalydès accepte le projet et demande à Aurélien Bory de se charger de la mise en scène et de la scénographie (avec une musique originale de Joan Cambon), pour une création de la pièce au théâtre des Bouffes-du-Nord qui doit se faire du 12 au 30 janvier 2021 avant une tournée en France et en Europe.
Cependant la pandémie de Covid oblige à une seconde fermeture des théâtres en France le 30 octobre 2020, empêchant la possibilité de jouer devant un public : seuls des répétitions et un filage filmé pourront avoir lieu en décembre 2020, la création officielle étant une deuxième fois reportée,. Comme l'accalmie de la pandémie au Luxembourg permet une réouverture des salles de spectacles dans ce pays à partir du 11 janvier 2021, la création de la pièce en public a finalement lieu le 30 mars 2021 au Théâtre national du Luxembourg, à Luxembourg, pour trois soirées consécutives. La réouverture des salles de spectacles ayant lieu le 19 mai 2021 en France, dans des conditions sanitaires strictes et de jauges réduites à 35 % de capacité, la pièce est jouée à partir de cette date dans différents théâtres français (dont le théâtre Saint-Louis de Pau qui est finalement le lieu de la première en France) au gré des programmations fortement perturbées pour la saison 2020-2021.
Le texte paraît aux Éditions de Minuit, l'éditeur de tous les livres de Jean-Philippe Toussaint, le 7 janvier 2021, avant la création théâtrale contrairement à ce qui aurait dû être, en principe, le cas.

## Argument
Un homme, seul et immobilisé dans un fauteuil roulant, déroule un monologue intérieur devant une fenêtre d'un immeuble donnant sur la plage d'Ostende. Enfermé en lui-même, il déroule sa pensée et tente de convoquer des brides de souvenirs en un flux de conscience qui petit à petit s'ammenuise : victime, avec trente-deux autres personnes, de l'attentat à la station Maelbeek du métro de Bruxelles le 22 mars 2016, il a tout oublié. Est-il vivant, est-il mort ? Cependant, il voit s'élever petit à petit devant sa fenêtre une surélévation sur le toit du casino d'Ostende qui va jour après jour rétrécir son espace, définitivement boucher sa vue, sa dernière fenêtre ouverte sur le monde.

## Réception critique
Pour Les Inrocks, il s'agit d'un texte « dense et compact », un « beau cadeau de Jean-Philippe Toussaint à Denis Podalydès » présentant une « saisissante [et] étrange corrélation entre la trame du récit [...] et la situation sanitaire » grâce à une dispositif scénographique marqué par « l'effacement [des] repères dans un réel figé et incertain ». Jacques Dubois, dans le journal en ligne Diacritik, souligne que bien qu'il s'agisse d'un texte de fiction pure, des éléments autobiographiques de l'auteur apparaissent dans la narration (l'épouse Madeleine et la plage d'Ostende – lieu d'écriture habituel de l'écrivain) qui prend la forme d'« une manière de parabole susceptible de deux ou trois lectures » dans laquelle l'« appartement emmuré est la figure plurielle d’événements récents ou actuels », énonçant pêle-mêle les attentats ou les pandémies et confinements.
Guy Duplat, dans le quotidien belge Le Soir, considère que ce court texte est « un vrai bijou d’écriture et de mélancolie ».
Une analyse approfondie du texte par Claire Massy-Paoli – elle aussi, enthousiaste, le qualifie de « pièce-essai étrangement visuelle » véritable « petit bijou de poésie » – met en avant l'approche visuelle de l'écrivain qui à travers le regard du narrateur, seul sens qui semble encore en connexion avec l'extérieur, fait de la « fenêtre, [un] tableau du créateur sur le monde ».

## Technique à la création
La pièce est conçue pour une création au théâtre des Bouffes-du-Nord avec Denis Podalydès seul en scène dans un spectacle conçu par, :
- Mise en scène et scénographie : Aurélien Bory
- Co-scénographie : Pierre Dequivre (conception technique)
- Lumières : Arno Veyrat
- Musique : Joan Cambon
- Costumes : Manuela Agnesini
- Collaborateur artistique et technique : Stéphane Chipeaux-Dardé
- Production : Théâtre des Bouffes-du-Nord – Centre international de créations théâtrales (CICT)
- Durée : 1 h 20

## Éditions
- Les Éditions de Minuit, 2021  (ISBN 9782707346582)[7].